# Fajã do Boi
Fajã que se situa entre a Fajã de João Dias e a fajã da Ermida, pertence à freguesia dos Rosais e ao Concelho das Velas. Fica como a maioria das fajãs na costa Norte da ilha de São Jorge.
Nesta fajã nunca houve casas. As pessoas apenas se deslocavam lá para o amanho da terra, para apanhar lapas (nome cientifico: Patella candei e pescar, como ainda hoje fazem.
Esta fajã é frequentada tanto de Inverno como de Verão.
As culturas eram Antigamente o inhame, a batata e a vinha.
Com o terramoto de 1980, esta fajã ficou completamente abandonada, tendo os canaviais, os fetos e os silvados da Amora-silvestre tomado conta dela, tornando-a selvagem.
Hoje é procurada por pescadores, para a pesca do cimo das pedras e para a apanha de lapas.
A agricultura é praticamente nula.